# Нагорцы
Нагорцы (укр. Нагірці) — село в Жолковской городской общине Львовского района Львовской области Украины.
Население по переписи 2001 года составляло 270 человек. Занимает площадь 7.31 км². Почтовый индекс — 80360. Телефонный код — 3252.

## Известные уроженцы, жители
Киндрацкий, Богдан Михайлович — ветеран труда, почётный строитель, почётный работник топливно-энергетического комплекса, заслуженный нефтегазостроитель